# Església del Carme i edifici de la Diputació
Església del Carme i edifici de la Diputació és un edifici del municipi de Girona que forma part de l'Inventari del Patrimoni Arquitectònic de Catalunya.
L'església s'estructura amb una nau única, absis semi-hexagonal, arcs i capelles laterals. La decoració de l'interior és feta després de la Guerra Civil. La façana principal és de carreus i presenta una portalada de caràcter barroc de pedra de Girona. El conjunt va constituir el convent i l'església dels Carmelites Calçats fins a la desamortització. L'església s'inaugurà l'any 1726. L'edifici avui ocupat per la Diputació presenta la data de 1691 a la façana est, i conté un claustre inacabat.